# Andrei Frascarelli
Andrei Frascarelli, mais conhecido como simplesmente como Andrei (Pederneiras, 21 de fevereiro de 1973), é um ex-futebolista brasileiro que atuava como zagueiro.

## Carreira
Fez toda a base no XV de Jaú e depois, com 15 para 16 anos, já treinava com o profissional do XV e tinha jogos na Seleção Brasileira de base. Em 1997, foi destaque no Mundial Juvenil sub-17.
Com 17 anos, foi vendido para o Palmeiras, onde ficou um ano e meio.
Participou do Campeonato Mundial de Futebol Sub-20 de 1991 pela Seleção Brasileira, que terminou com o vice-campeonato. Entre 1991 e 1992 fez 5 jogos pela Seleção Olímpica.
Disputou o Campeonato Carioca de 1993 pelo Flamengo e o Campeonato Brasileiro de 1993 pelo Fluminense, ambos por empréstimo.
Atuando pelo Juventude, no Campeonato Brasileiro de 1995, ganhou a Bola de Prata, além de marcar 7 gols, sendo 4 de cobrança de faltas.
Atuou em grandes clubes brasileiros como Palmeiras, Flamengo, Santos, e por times da Alemanha, Espanha e Argentina, entretanto sem nunca se firmar por muito tempo em algum deles.
Chegou em 1996 ao Atlético Paranaense. Em 1997, atuando pelo clube, deu um soco no atacante Edmundo do Vasco, sendo os dois atletas expulsos de campo. No segundo semestre de 1997, foi vendido ao Atlético de Madrid, onde fez 31 jogos e marcou 4 gols.
Em 1998, foi para o Real Betis, da Espanha. Depois de uma passagem pelo Santos em 1999, voltou ao Betis em 2000.
Disputou o Paulistão de 2001 pelo União São João, marcando 2 gols na estreia contra a Inter de Limeira. Chegou a ser o artilheiro do Campeonato. No segundo semestre, disputou o Brasileirão pelo Botafogo.
Defendeu também o Marília, que se classificou para a Série B em 2002.
Quando defendia o Fluminense, em 2002, após uma discussão com Romário em jogo contra o São Paulo no Morumbi em 15 de setembro, recebeu um empurrão do camisa 11. O time do Rio perdeu de 6x0. Abalado pelo que ocorreu, já que falhou no primeiro gol são-paulino e não fez uma boa partida, não revidou a agressão que sofreu. O defensor ficou desprovido de consequências disciplinares, enquanto Romário foi suspenso pelo STJD e a diretoria do Flu o puniu em 40% do seu salário.
Voltou ao Marilia em 2003, para a disputa do Brasileirão.
No ano de 2008, encerrou sua carreira no Ceilândia mas, dois anos depois, decidiu retornar para o XV de Jaú, clube onde iniciou a carreira, para disputar o Campeonato Paulista da Série A-3 em 2011.

## Acusações
Em 25 de agosto de 2013, no programa dominical Fantástico, da Rede Globo, o ex-zagueiro foi apontado como beneficiário de uma fraude milionária que vinha causando rombos na Previdência Social. Através dela, Andrei, que participa de torneios de Showball, não poderia atuar, já que recebe um auxílio-doença da instituição por instabilidadade crônica do joelho e condromalácia da rótula. Procurado pela reportagem da emissora em Pederneiras, sua cidade natal, apenas sua advogada se pronunciou, afirmando, em defesa de seu cliente, que o próprio goza, sim, de maneira licita do recebimento do benefício.

## Títulos

### Clube
Fluminense
- Campeonato Carioca - 1995

Marília
- Campeonato Paulista Série A-2 - 2002

### Individual
- Bola de Prata - 1995